# Hans-Heiner Kühne
Hans-Heiner Kühne (* 21. August 1943 in Nikolaiken (Mikołajki)/Ostpreußen) ist ein deutscher Rechtswissenschaftler und Kriminologe. Er lehrte bis zu seiner Pensionierung 2008 als Professor an der Universität Trier. Zusätzlich hält er regelmäßig Vorlesungen an der Internationalen Anti-Korruptionsakademie (IACA).
Kühne studierte erst Musik (Hauptfach Violine) an der Staatlichen Musikhochschule in Hannover und am städtischen Konservatorium Berlin und dann Rechtswissenschaften an der Freien Universität Berlin und der Universität des Saarlandes, wo er 1969 promoviert wurde. Im Sommersemester 1972 war er Assistenzprofessor in Saarbrücken, im Wintersemester 1972/1973 Gastprofessor an der Keiō-Universität in Tokio. Kühne habilitierte sich 1978 in Saarbrücken, war anschließend für wenige Monate Richter am Landgericht in Saarbrücken und seit 1981 (bis zur Emeritierung) Professor für Deutsches, Europäisches und Internationales Strafrecht und Strafprozessrecht sowie Kriminologie an der Universität Trier. Kühne war Gastprofessor an der Universität Westminster in London (1999), der Kültür Universität Istanbul (2002) und der Université Robert Schuman in Straßburg (2006). Ihm wurde die Ehrendoktorwürde doctor honoris causa der Universität Miskolc/Ungarn (2007), der Kültür Universität Istanbul (2009) sowie der Nationalen und Kapodistrias-Universität Athen (2010) verliehen.